# TOI-677 b
TOI-677 b（TOIはTESS objects of interest）とは、へびつかい座に位置する恒星TOI-677の周囲を公転している太陽系外惑星である。地球から466 ly (143 pc)離れている。TOI-677 bは、NASAのTESSによるトランジット法を用いた観測で発見された。この方法は、惑星が恒星の前を横切るときの減光を観測する方法である。2019年11月13日にその発見が公表された。

## 概要
| 木星 | TOI-677 b |
| ---- | --------- |
| 木星 | Exoplanet |

TOI-677 bは、温度が1,252 K (979 °C; 1,794 °F)で、質量は木星の1.236倍、半径は木星の1.170倍である「暖かい」スーパー・ジュピターである。TOI-677 bは、スペクトル分類がF型の明るい（V=9.8等）主系列星（太陽半径、年齢、温度、金属量に基づく）であるTOI-677に非常に近く、離心率は0.435で公転周期は11.24日である。